# Zero Point
Der Zero Point ist ein Kap an der Nordseite der Assistance Bay innerhalb der Possession Bay an der Nordküste Südgeorgiens.
Der Name des Kaps erscheint erstmals auf Karten aus dem Jahr 1932, die im Zuge der Vermessungen durch Wissenschaftler der britischen Discovery Investigations zwischen 1926 und 1930 entstanden.